# Center (hrabstwo Rock)
Center – miasto w Stanach Zjednoczonych, w stanie Wisconsin, w hrabstwie Rock.